# Barázdáscsőrű ani
A barázdáscsőrű ani (Crotophaga sulcirostris) a madarak osztályának kakukkalakúak (Cuculiformes) rendjébe, ezen belül a kakukkfélék (Cuculidae) családjába tartozó faj.

## Előfordulása
Az Amerikai Egyesült Államok Texas államától és Mexikó északi részétől délre Közép-Amerikán át egészen Dél-Amerika északi államaiig  (Kolumbia, Venezuela, Ecuador és Peru) honos.
A Texasban és Mexikó északi részén költő madarak vonulók, télen délebbre költöznek. Az elterjedési terület többi részén élő madarak egész évben egy helyben élnek.

## Megjelenése
Testhossza 34 centiméter, testtömege 70-90 gramm. 
|  |

## Alfajai
- Crotophaga sulcirostris pallidula
- Crotophaga sulcirostris sulcirostris